# 先氏
先氏，中国春秋时期晋卿家族。先丹木是晋献公时代的车右，晋文公、晋襄公时代，先轸担任中军将取得了城濮之战和崤之战的胜利。先轸死后，他的儿子先且居继续担任中军将。邲之战之后，因为先縠的表现，先氏被灭。

## 重要人物
- 先丹木
- 先友
- 先轸
- 先且居
- 先克
- 先蔑
- 先都
- 先仆
- 先縠
- 先辛